# Pampusana
Pampusana es un género de aves columbiformes perteneciente a la familia Columbidae. Sus miembros son palomas tropicales denominadas palomas perdiz, por sus hábitos terrestres, que habitan en Oceanía y la Wallacea. Anteriormente se clasificaban en el género Gallicolumba.

## Especies
El género Alopecoenas contiene trece especies, tres de ellas extintas:
- Pampusana hoedtii - paloma perdiz de Wetar;
- Pampusana jobiensis - paloma perdiz pechiblanca;
- Pampusana kubaryi - paloma perdiz de las Carolinas;
- Pampusana erythroptera - paloma perdiz de Tuamotu;
- Pampusana xanthonura - paloma perdiz de las Marianas;
- Pampusana norfolkensis † - paloma perdiz de la isla Norfolk;
- Pampusana stairi - paloma perdiz de las Fiyi;
- Pampusana sanctaecrucis - paloma perdiz de Santa Cruz;
- Pampusana ferruginea † - paloma perdiz de Tana;
- Pampusana salamonis † - paloma perdiz de las Salomón;
- Pampusana rubescens - paloma perdiz de las Marquesas;
- Pampusana beccarii - paloma perdiz pechigrís;
- Pampusana canifrons - paloma perdiz de las Palau.